# عائشة سيزجين
عائشة سيزجين (23 يناير 1958 -) هي دبلوماسية تركية.

## حياتها والنشأة
ولدت في 23 يناير عام 1958، في أنقرةوتخرجت من أكاديمية أوسكودار الأمريكية، وهي أكادمية خاصة بالفتيات. وأيضاً من جامعة حجة تبة من قسم العلوم الاجتماعية والإدارية.

## مسيرتها
في عام 1983، دخلت في وزارة الخارجية. وقد خدمت في مناصب متعددة. حيث عملت بين عامي 2008 و2009 في سفارة ليوبليانا. وفي عامي 2009 و2010 عملت في وزارة الخارجية والإدارة العامة للاتحاد الأوروبي. وقد تم تعيينها كنائب لوزير الشؤون الأوروبية في وزارة الخارجية. وعملت كسفيرة في فينا في الفترة من 25 أكتوبر 2011 إلى 18 نوفمبر 2013. واعتبارا من 30 نوفمبر 2013 أصبحت سفيرة تركيا في فاليتا. وتتحدث الإنجليزية والفرنسية. وتزوجت من سفير تركيا في موسكو أيدين عدنان سيزجين ولديها طفل واحد.